# فال ورق

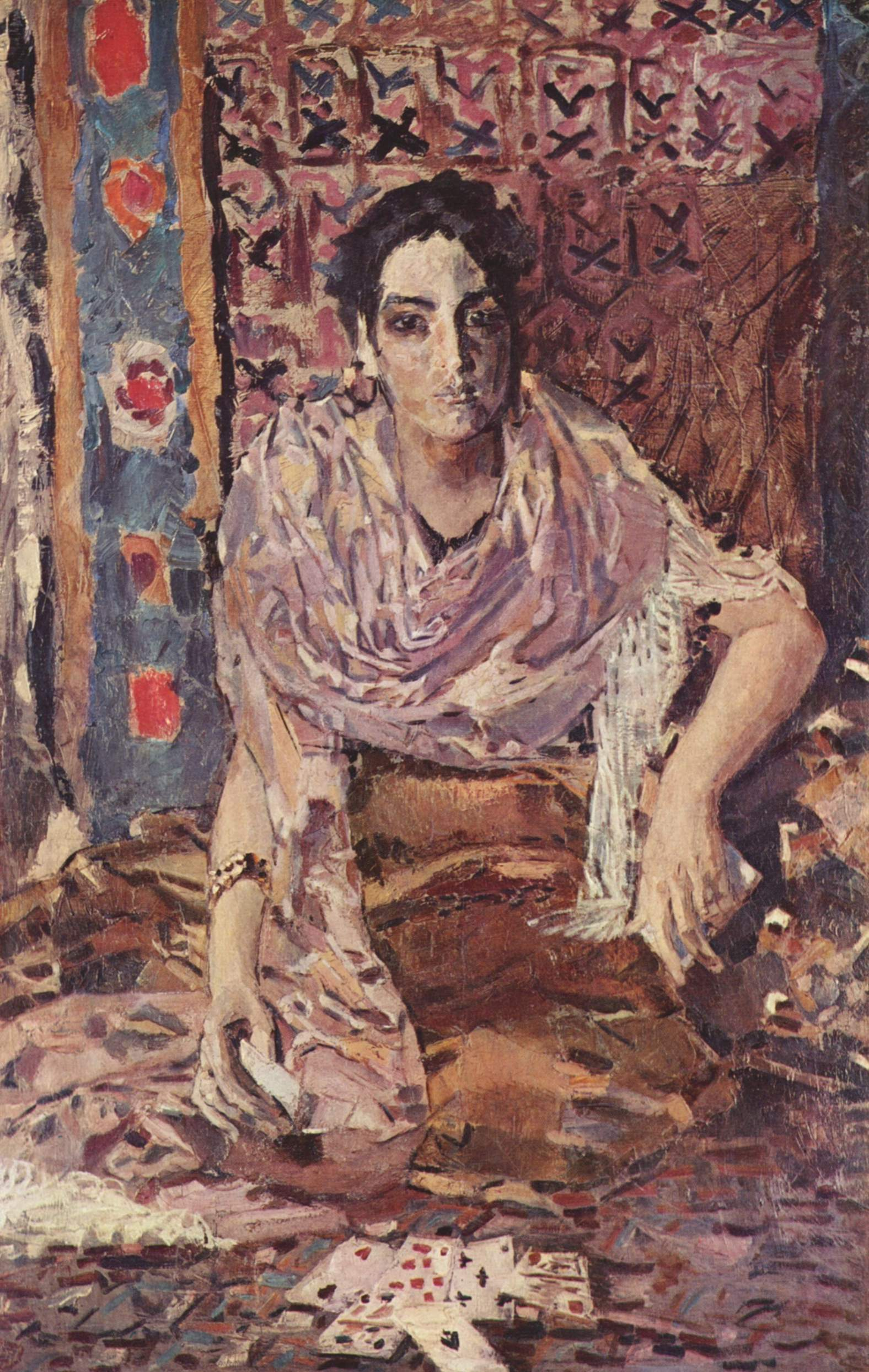
فالگیر، اثر میخائیل وروبل، نقاش سبک هنر نو.

فال ورق گونه‌ای فالگیری است که، در آن از ورق‌های بازی استفاده می‌شود. گفته شده که پیشینه فال ورق به مصر باستان می‌رسد و با باورهای کهن نسبت به ایزد مصری دبیران یعنی ثوث ارتباط دارد. در اروپا این کار از سده ۱۴ میلادی رواج یافت. یک دسته ورق استاندارد امروزی که در غرب به نام ورق انگلیسی-آمریکایی شناخته شده (یعنی دسته ورق ۵۴ تایی شامل چهار خال دل، خشت، گشنیز و پیک) می‌تواند برای گرفتن فال بکار رود ولی فالگیران حرفه‌ای با کاربرد اینگونه ورقها برای فالگیری مخالفند. از این‌رو دسته ورق‌های ویژه‌ای برای افراد حرفه‌ای درست شده که برای نمونه می‌تواند از ورق‌های تاروت نام برد.
دسته ورق تاروت از ۲۲ ورق سرّی بزرگ و ۵۶ ورق سرّی کوچک تشکیل شده‌اند. ۵۶ ورق کوچک همان‌‌هایی هستند که در ورق‌های معمولی بازی نیز حضور دارند (بعلاوه یک ورق صورت اضافی در هر خال) و ۲۲ ورق بزرگ معمولاً فقط در سری تاروت برای فالگیری بکار می‌روند. این ۲۲ ورق در بسیاری مواقع نشان دهنده سفری معنوی از خود به جهان بیرون ودوباره به خود هستند.